# 1953년 서일본 수해

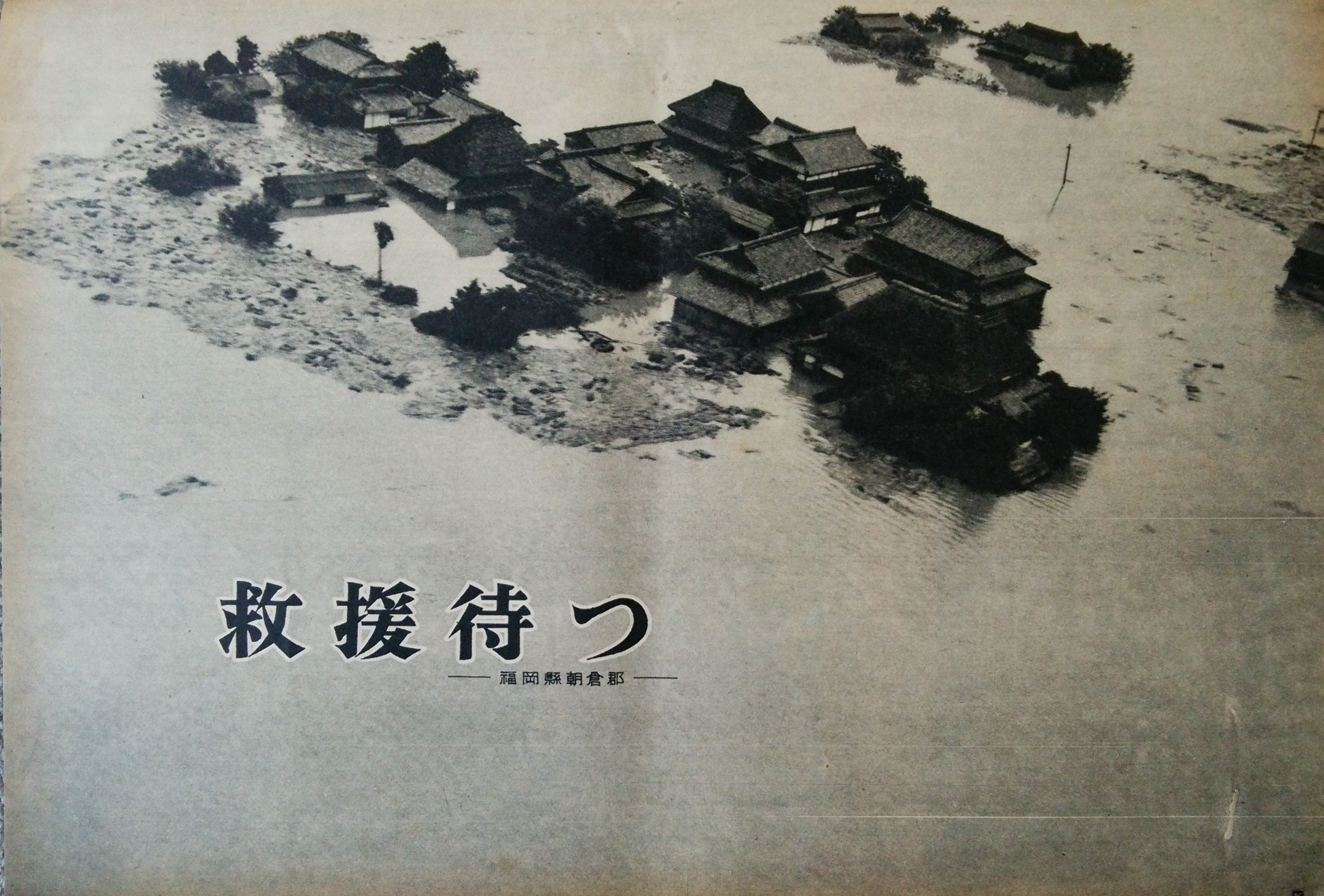
1953년 서일본 수해의 피해 (후쿠오카현 아사쿠라군)

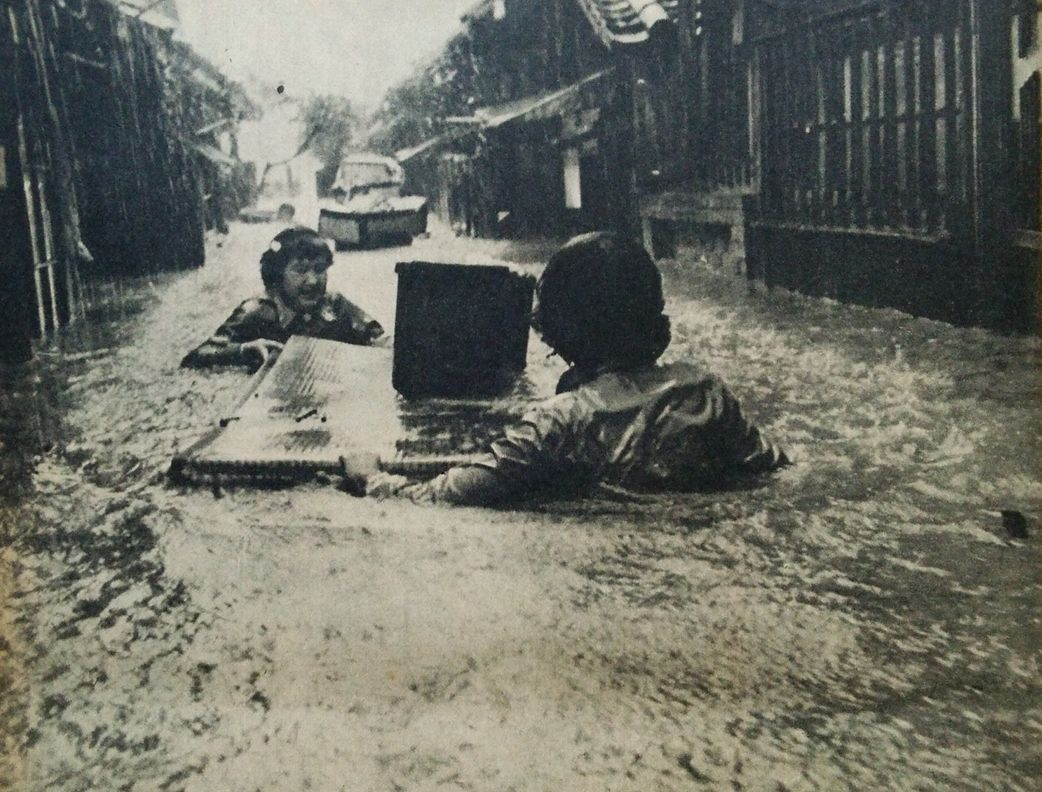
1953년 서일본 수해의 피해 (후쿠오카현 고쿠라시)

1953년 서일본 수해(일본어: 昭和28年西日本水害)는 1953년 6월에 장마전선의 영향으로 일본의  규슈 북부를 중심으로 발생한 호우재해이다. 이 호우재해로 1000명이상의 사망자・실종자가 나왔다. 또한 450,000이상의 가옥이 침수됐다.